# Cortuosa
Cortuosa era una città etrusca nel territorio di Tarquinia.
Nel 388 a.C. i romani decisero di razziare il territorio di Tarquinia, per rappresaglia delle razzie compiute dagli etruschi nei territori romani.
(Tito Livio, "Ab Urbe Condita", VI, 4.)